# Holacanthus clarionensis
Holacanthus clarionensis är en fiskart som beskrevs av Gilbert, 1891. Holacanthus clarionensis ingår i släktet Holacanthus och familjen Pomacanthidae. IUCN kategoriserar arten globalt som sårbar. Inga underarter finns listade i Catalogue of Life.